# Alex Wojciechowicz
Alexander Francis „Alex“ Wojciechowicz (* 12. August 1915 in South River, New Jersey; † 13. Juli 1992 in Forked River, New Jersey), Spitzname: “Wojie” war ein US-amerikanischer American-Football-Spieler in der National Football League (NFL). Er spielte als Linebacker und Center bei den Detroit Lions und den Philadelphia Eagles.

## Jugend
Alex Wojciechowicz Vorfahren kamen aus Polen. Er wuchs in der Industriestadt South River auf und spielte seit 1929 auf der High School in seiner Geburtsstadt American Football, war aber auch ein ausgezeichneter Leichtathlet, Baseball- und Basketballspieler.

## Spielerlaufbahn

### Collegekarriere
Im Jahr 1935 erhielt er einen Studienplatz an der Fordham University und wurde in der von Jim Crowley trainierten Footballmannschaft Mannschaftskamerad von Vince Lombardi. Auf dem College spielte er überwiegend als Center. Die von Frank Leahy trainierte Offensive Line des Teams rund um Leo Paquin, Johnny Druze, Ed Franco, Al Babartsky, Natty Pierce, sowie Lombardi und Wojciechowicz ging als „Seven Blocks of Granite“ in die US-amerikanische Sportgeschichte ein. In den Jahren 1936 und 1937 wurde Wojciechowicz jeweils zum All American gewählt.

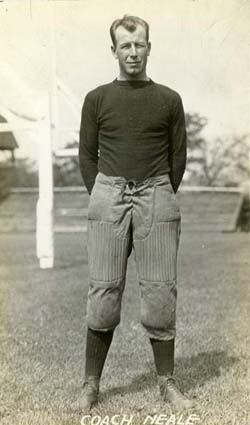
Greasy Neale

### Profikarriere
Alexander Wojciechowicz wurde im Jahr 1938 durch die Detroit Lions in der ersten Runde an sechster Stelle gedraftet. Auch bei den Lions lief er als Center auf, erhielt aber auch Einsatzzeit in der Defense der Mannschaft und spielte dort als Linebacker. Mit der Mannschaft aus Detroit gelang ihm bis zu seinem Wechsel zu den Philadelphia Eagles im Jahr 1946 kein Einzug in ein NFL-Meisterschaftsspiel. Im Laufe der Saison 1946 wechselte Wojciechowicz nach Philadelphia. Trainer der Mannschaft war Greasy Neale, der Wojciechowicz gleichfalls in der Offense, als auch in der Defense einsetzte.
Als Quarterback des Teams fungierte Tommy Tompson, dem es nach dem Anspiel durch Wojciechowicz immer wieder gelang, die herausragenden Angriffsspieler Steve Van Buren, Pete Pihos oder Jack Ferrante in Szene zu setzen. Aber auch die Defense der Eagles war mit Spielern wie Frank Kilroy oder Al Wistert sehr gut besetzt. Neale gelang es aus dem Team eine Spitzenmannschaft zu formen.

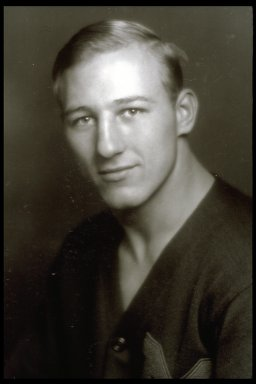
Al Wistert

Im Jahr 1947 zog Wojciechowicz mit seinem Team zum ersten Mal in das NFL-Meisterschaftsspiel ein, wo man allerdings den Chicago Cardinals mit 28:21 unterlag.
1948 konnte er seine erste NFL Meisterschaft gewinnen. Erneut waren die Cardinals der Gegner – diesmal unterlagen sie allerdings den Eagles mit 7:0. Im folgenden Jahr zogen die Eagles erneut in das Endspiel ein und Wojciechowicz gewann seinen zweiten NFL-Titel. Das Team aus Philadelphia schlug nach einer Saison mit 11 Siegen bei einer Niederlage im NFL Endspiel die Los Angeles Rams mit 14:0. Aufgrund von Verletzungen erhielt Wojciechowicz 1950 nur noch wenig Einsatzzeit und beendete nach diesem Jahr seine Laufbahn.
Alex Wojciechowicz erzielte 1944 sieben Interceptions. Dies war über lange Jahre Teamrekord der Lions.

## Ehrungen
Wojciechowicz wurde zweimal zum All-Pro gewählt. Er wird durch die Eagles in der
Eagles Hall of Fame geehrt. Er ist Mitglied in der Sports Hall of Fame of New Jersey, im NFL 1940s All-Decade Team, in der National Polish-American Sports Hall of Fame, in der Pro Football Hall of Fame und in der College Football Hall of Fame.

## Nach der NFL
Nach der Laufbahn arbeitete Alex Wojciechowicz als Versicherungsvertreter und danach als Makler. Er war verheiratet, hatte eine Tochter, sowie zwei Söhne und wurde am St. Mary’s Cemetery in East Brunswick beerdigt.